# Pierre Nihant
Pierre François Loiis Nihant (ur. 5 kwietnia 1925 w Blegny, zm. 12 stycznia 1993 tamże) – francuski kolarz szosowy i torowy, srebrny medalista olimpijski.

## Kariera
Największy sukces w karierze Pierre Nihant osiągnął w 1948 roku, kiedy zdobył srebrny medal w wyścigu na 1 km podczas igrzysk olimpijskich w Londynie. W zawodach tych wyprzedził go jedynie Francuz Jacques Dupont, a trzecie miejsce zajął Brytyjczyk Tommy Godwin. Był to jedyny medal wywalczony przez Nihanta na międzynarodowej imprezie tej rangi oraz jego jedyny start olimpijski. Ponadto zdobył dwa medale torowych mistrzostw kraju, w tym złoty w spricie indywidualnym w 1950 roku. Startował również w wyścigach szosowych, ale nie odnosił większych sukcesów. Nigdy nie zdobył medalu na szosowych ani torowych mistrzostwach świata.